# Shammuramat
Shammuramat (fl. IX secolo a.C.) è stata una regina assira.
Fu regina consorte di Shamshi-Adad V (re dall'823 all'811 a.C.).
La sua figura va inquadrata in un periodo di fragilità del potere neo-assiro, sopravvenuto dopo le lotte dinastiche sviluppatesi alla fine del regno del predecessore di Shamshi-Adad, Salmanassar III (858-824 a.C.) e durate sei anni. Shamshi-Adad regnò per più di un decennio e si proclamava re vittorioso, ma di fatto la presa assira sulla Siria si fece più debole. All'inizio del suo regno, Shamshi-Adad fu anche costretto a sottoscrivere un trattato sfavorevole con i Babilonesi.
Il potere regio si indebolì anche al proprio interno. Ufficiali e governatori locali si erano resi pressoché indipendenti, giungendo a far realizzare iscrizioni per loro conto, alcune bilingui (in assiro e in aramaico), in cui si qualificavano come re. Ciò accadeva anche in province prossime al cuore del regno (nei centri di Rasappa e Guzana). All'interno dello stesso palazzo reale sorse una dura competizione per il potere. È in questo contesto che va inquadrata la figura di Shammuramat. Vedova di Shamshi-Adad V, fu enormemente influente anche alla corte del figlio, Adad-nirari III (810-783 a.C.), tanto che diverse iscrizioni reali li descrivono in uno status di sostanziale coreggenza.
La partecipazione di Shammuramat al potere è indice della debolezza del regno neo-assiro nel IX secolo a.C. Associata al potere e persino coinvolta in spedizioni militari, rappresenta il primo caso di una donna con tale influenza politica in Assiria: fu soprattutto questo elemento a costituire più tardi, tra i Greci, la sua leggenda. In Erodoto, Shammuramat è indicata come Semiramide. Come scrive Liverani, "la figura della regina Shammuramat (la Semiramide delle leggende) può inquadrarsi in una tendenza alla moltiplicazione dei soggetti che in qualche modo agiscono politicamente, sottraendo spazio ad una monarchia che in precedenza aveva monopolizzato largamente la conduzione dello Stato". Fu forse per le possibili origini babilonesi di Shammuramat che il figlio Adad-nirari introdusse a Nimrud e a Ninive il culto del dio babilonese Nabu.
L'unica regina del regno assiro è descritta da due stele (una proveniente da Kizkapanli, in Turchia, e l’altra da Assur, in Iraq) e due statue dedicate a Nabu, ritrovate a Nimrud.